# Аммистамру III
Аммистамру III — правитель Угарита в 1260—1235 годах до н. э.; правил 25 лет, наследовав власть от отца Никмепы VI, который был вынужден стать вассалом Хеттского царства.

## Биография
Мать Аммиттамру II, Ахатмилку, поддержала его восхождение на трон после смерти Никмепы, изгнала двоих своих сыновей в Аласию (Кипр), когда те пытались оспорить её решение.
Как и о прочих угаритских правителях, об Аммиттамру II мало свидетельств. Известно, что он был союзником Бентешины из Амурру, на дочери которого женился. Дочь звали Бит-Рабити. Её матерью была Гассулиявия (Kiluš-Ḫepa), дочь хеттского правителя Хаттусили III. Между супругами возникло серьёзное разногласие, приведшее к судебному разбирательству.
Аммиттамру II использовал печать своего деда Никмадду II вместо династической печати с надписью: «Якарун, сын Никмадду, царя Угарита», обычно использовавшуюся угаритскими правителями.
Аммиттамру II назвал преемником своего сына Ибирану VI.

### Семейный конфликт
Разгневанный Аммистамру отослал Бит-Рабити к её брату Шаушкамуве в Амурру, но затем, вероятно, простив её, направил к ней своего сановника Ябинину, известного купца и дипломата, с целью организовать возвращение царицы в Угарит (табличка RŠ 34.124). По мнению российского исследователя А. В. Сафронова, эти события происходили не позднее 1240 года до н. э. Ябинину с подарками прибыл в Амурру и совершил возлияния на голову Бит-Рабити, очевидно, тем самым очистив её от вины перед мужем и свекровью. Через какое то время, однако, семейный конфликт между Аммистамру и Бит-Рабити разгорелся с новой силой, и царь Угарита потребовал развода и наказания жены. Согласно тексту таблички RŠ 1957.1, дело о разводе Аммистамру и Бит-Рабити слушалось в присутствии («пред лицом») царя Каркемиша Ини-Тешшуба и царя Амурру Шаушкамувы.
По итогам рассмотрения дела было решено, что Аммистамру изгонит Бит-Рабити из своего дома и из своего царства, а её брат Шаушкамува изгонит её из своего дворца и поселит жить в одном из городов Амурру. При этом Шаушкамува отказывался от любых претензий к Аммистамру II как за себя самого, так и за свою сестру. Через какое-то время, однако, имел место ещё один судебный процесс между Аммистамру и Бит-Рабити, который происходил «пред лицом» хеттского царя Тудхалии IV и предметом которого был некий имущественный спор между бывшими супругами (табличка PRU, IV, 17.159). Несмотря на то, что это спор в итоге был решён в его пользу, Аммистамру во главе своих войск вторгся в Амурру с целью захватить Бит-Рабити. Шаушкамуве удалось разбить угаритское войско и принудить царя Угарита отказаться от намерения завладеть своей бывшей женой. В случае нарушения этого обязательства Аммистамру обязался за себя и за своих потомков уплатить Шаушкамуве штраф в размере 7 талантов (?) золота и 7 талантов меди. Судьбу Бит-Рабити в итоге решил хеттский царь Тудхалия IV как «сюзерен» царей Амурру и Угарита. Тудхалия приказал Шаушкамуве не препятствовать угаритским воинам, когда они явятся к нему за его сестрой и предоставил Аммистамру возможность расправиться с ней. Царь Шаушкамува вынужден был подчиниться и выдал Бит-Рабити её бывшему мужу. Казнив Бит-Рабити, царь Аммистамру уплатил её брату 1400 сиклей золота в качестве возмещения за кровь.